# إدواردو إيسيلا
إدواردو إيسيلا (بالإسبانية: Edoardo Isella)‏ هو لاعب كرة قدم مكسيكي في مركز الدفاع، ولد في 9 أكتوبر 1980 في توكستلا غوتيريز في المكسيك. شارك مع منتخب المكسيك لكرة القدم. أما مع النوادي، فقد لعب مع تيغريس أونال وكروز آزول وكلوب ليون ونادي أمريكا ونادي تشياباس ونادي سانتوس ونادي غوادالاخارا.

## وصلات خارجية
- إدواردو إيسيلا على موقع قاعدة بيانات كرة القدم.إي يو (الإنجليزية)
- إدواردو إيسيلا على موقع ناشيونال فوتبول تيمز (الإنجليزية)